# Festa das Nações
A Festa das Nações é um evento gastronômico realizado no município brasileiro de Presidente Prudente, estado de São Paulo. É realizado anualmente no mês de julho e atrai em média cerca de 60 mil pessoas. Reúne mostras da gastronomia de diversas nações diferentes e ainda promove a integração do espírito de paz entre diversos povos.